# Scleronotus stupidus
Scleronotus stupidus är en skalbaggsart som beskrevs av Lacordaire 1872. Scleronotus stupidus ingår i släktet Scleronotus och familjen långhorningar. Inga underarter finns listade i Catalogue of Life.